# 日出学園小学校
日出学園小学校（ひのでがくえんしょうがっこう）は、千葉県市川市菅野三丁目にある私立小学校。

## 系列校
- 日出学園幼稚園
- 日出学園中学校・高等学校

## 沿革
- 1934年 - 日出学園幼稚園・日出学園小学校が開校
- 1947年 - 日出学園中学校が開校
- 1950年 - 日出学園高等学校が開校
- 2008年 - 新校舎完成（小学校・中学校・高等学校）
- 2009年 - 幼稚園新園舎完成

## 交通
- JR総武本線市川駅下車徒歩約15分
- 京成線菅野駅下車徒歩約5分
- 京成バス日出学園下車